# Иван Петров (футболист, р. 1951)
Вижте пояснителната страница за други личности с името Иван Петров.
Иван Петров (роден на 19 март 1951 г.) е български футболист, централен нападател. Юноша на Левски (София), най-силната част от кариерата му преминава в Марек (Дупница). Има брат близнак – Венцислав, който също е футболист. Двамата играят заедно в едни и същи отбори по време на цялата си кариера.

## Биография
Възпитаник на ДЮШ на Левски (София), Иван Петров не успява да пробие в първия тим. През 1970 г. преминава в Балкан (Ботевград). След това играе в Торпедо (Карлово), докато отбива военната си служба. През 1973 г. е привлечен в Ботев (Пловдив), но остава за кратко там и се завръща в Торпедо (Карлово).
През 1976 г. преминава в Марек (Дупница), където за 6 сезона записва 136 мача с 61 гола в А група. С Марек става бронзов медалист в първенството през сезон 1976/77 и носител на купата през 1978.
През сезон 1977/78 записва 4 мача с 2 гола в Купата на УЕФА. Разписва се при домакинските победи на Марек с 3:0 над унгарския Ференцварош и с 2:0 над Байерн Мюнхен. През сезон 1978/79 бележи два гола за победата с 3:2 в КНК срещу шотландския Абърдийн, воден тогава от Алекс Фъргюсън.
През 1982 г. Петров преминава в Добруджа (Добрич), който тогава участва в Б група. Две години по-късно прекратява кариерата си.